# Stanisław Przybyszewski

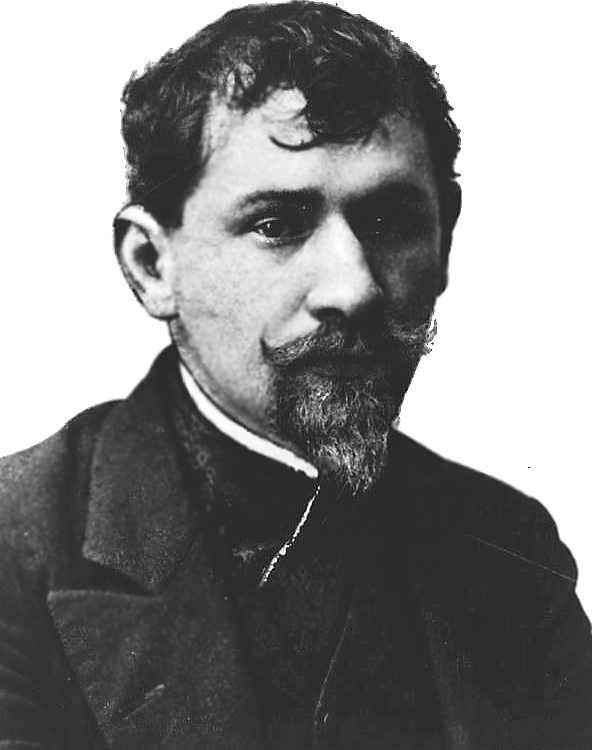
Stanisław Przybyszewski (1868 - 1927)

Stanisław Przybyszewski (tên đầy đủ là Stanisław Feliks Przybyszewski), ông là một tiểu thuyết gia, nhà thơ, nhà viết kịch và nhà báo. Một trong những nhà văn quan trọng nhất của chủ nghĩa hiện đại Ba Lan, người ủng hộ và truyền bá chính của chủ nghĩa mỹ học hiện đại thể hiện trong khẩu hiệu "nghệ thuật vì nghệ thuật". Ông sinh ngày 7 tháng 5 năm 1868 tại Łojewo, mất ngày 23 tháng 11 năm 1927 tại Jaronty.

## Tiểu sử
Stanisław Przybyszewski sau khi tốt nghiệp trung học ở Toruń, ông đã chuyển đến học ở Berlin. Tại đây, từ năm 1889, ông theo học kiến trúc tại trường Bách khoa, và vào tháng 5 năm 1890, ông chuyển sang Khoa Y tại trường đại học Y dược. Trong một năm (1892–93), ông là biên tập viên của tờ thời báo "Gazeta Robotnicza", xuất bản cho những người di cư Ba Lan đang sống tại Đức. Năm 1893, ông bị bắt và bị đuổi khỏi trường đại học Y Dược vì liên hệ với phong trào công nhân.

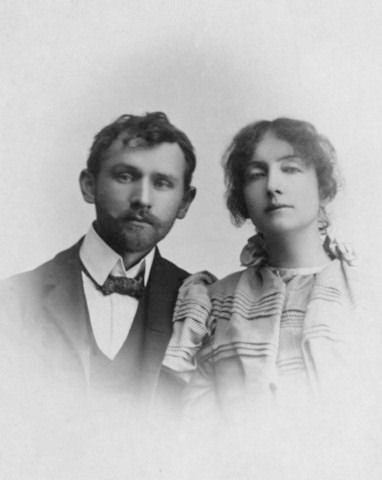
Dagny và Stanisław Przybyszewski năm 1897/1898

Năm 1892, ông đã xuất chủ đề "Tâm lý của thực thể sáng tạo", trong đó ông đã đưa ra khái niệm chủ nghĩa hiện đại của nghệ sĩ. Trong thời gian ở Berlin ông đã kết bạn với họa sĩ Edward Munch và nhà viết kịch August Strindberg. Năm 1893 ông kết hôn với một nghệ sĩ dương cầm người Na Uy - Dagny Juel, bà là người có cùng trường phái nghệ thuật phóng túng như ông.
Trong những năm 1894 – 1898, Przybyszewski sống chủ yếu ở Na Uy, trong thị trấn Kongsvinger. Năm 1898, ông đến Tây Ban Nha, Paris, vào tháng 9 năm 1898 ông đã đến Krakow. Nơi đây giới nghệ sĩ đã đón nhận ông nhiệt tình như một nhà phát minh của nghệ thuật mới. Cũng ở đây, ông tiếp quản tòa soạn của tạp chí "Życie" với sự hợp tác của Stanisław Wyspiański. Trong số đầu tiên của tạp chí "Życie" đã đăng một khẩu hiệu về một vở kịch mới của Przybyszewski, có tựa đề "Confiteor". Khẩu hiệu chính của thế hệ nghệ sĩ trẻ là "nghệ thuật vì nghệ thuật". Các nghệ sĩ tin chắc rằng, một khi nghệ thuật đạt đến cái tuyệt đối thì tâm hồn của người nghệ sĩ sẽ được giải phóng khỏi những quy ước và khuôn mẫu, từ đó họ có thể tự do sáng tạo. Przybyszewski đã xem cuộc sống con người là một cuộc xung đột triền miên giữa "linh hồn" và "bộ não". Thế giới quan của Przybyszewski dựa trên ý tưởng của Nietzsche về một siêu nhân không có giới hạn, một nghệ sĩ không bị bao phủ bởi bất kỳ sự cấm đoán nào của xã hội. Theo ông, mục tiêu của nghệ sĩ là nghệ thuật thuần túy, không phục vụ bất kỳ ý tưởng hay mục tiêu xã hội nào, chỉ có nghệ thuật như vậy mới có thể tái tạo "cuộc sống của linh hồn trong tất cả các biểu hiện của nó".
Przybyszewski đã đưa các luận văn của mình vào tuyển tập "Trên những con đường của một tâm hồn" (1900) và trong các bài thơ văn xuôi "Totenmesse" (1904), "Vigilien" (1895), "De Profundis: (1895), đồng thời ông đã dịch chúng thành văn xuôi và kịch. Là một nhà văn văn xuôi, ông đã xuất bản nhiều tiểu thuyết, bao gồm bộ ba "Homo sapiens" (1895–1896), "Những đứa con của quỷ Satan" (1899), "Những đứa con của Trái Đất" (1904-1911). Các vở kịch của ông bao gồm mười một bộ phim truyền hình: "Vì hạnh phúc" (1897), "Bộ lông cừu vàng" (1901), "Tuyết" (1903), "Người mẹ" (1903), "Câu chuyện cổ tích vĩnh cửu" (1906), "Lời thề" (1906), "Gody życia" (1910), "Topiel" (1912), "Thành phố" (1914), "The Avenger" (1927).
Do các vấn đề về tài chính nên tạp chí "Życie" đã phải giải thể vào năm 1900. Năm 1901, Przybyszewski chuyển đến Warsaw, nơi đây ông chủ yếu cống hiến cho hoạt động văn học. Từ những năm 1903–1904 ông đã dành thời gian để đi du lịch vòng quanh nước Nga cùng với các diễn viên để dàn dựng các vở kịch của mình. Năm 1905, ông chuyển đến Toruń. Đến năm 1907, ông đã chuyển đến sống ở Munich.
Trong thời kỳ giữa các cuộc chiến, Przybyszewski đã thay đổi suy nghĩ của mình, đồng thời ông cho thấy tình cảm yêu nước khơi dậy trong mỗi nghệ sĩ, cụ thể ông đã soạn một tập tài liệu tuyên truyền, khuyến khích cũng như cổ động cho phong trào đấu tranh giải phóng dân tộc, tập tài liệu được xuất bản bằng hai thứ tiếng (Tiếng Đức và tiếng Ba Lan) với tiêu đề "Ba Lan và thánh chiến". Sau chiến tranh, vào năm 1919 ông trở lại và sống cuộc đời còn lại ở Ba Lan.